# 米田綱路
米田 綱路（よねだ こうじ、1969年 - ）は、ジャーナリスト、図書新聞スタッフライター。

## 人物・来歴
奈良県生まれ。大阪大学文学部美学科卒、同大学院言語文化研究科修士課程修了。日本経済新聞記者、書籍編集者をへて2000-2003年「図書新聞」編集長。のちスタッフライター、立教大学社会学部兼任講師。2010年『モスクワの孤独』でサントリー学芸賞受賞。

## 著書
- 『モスクワの孤独 「雪どけ」からプーチン時代のインテリゲンツィア』現代書館 2010
- 『ジャーナリズム考』凱風社 2010
- 『脱ニッポン記 反照する精神のトポス』上・下 凱風社 2012

編著
- 『語りの記憶・書物の精神史 図書新聞インタビュー』社会評論社 2000
- 『抵抗者たち 証言・戦後史の現場から』講談社 2004
- 『はじまりはいつも本 書評的対話』パロル舎 2006